# Клеантис Палеолог
Клеантис Палеолог (11 ноември 1902, Атина – 25 август 1990 г.) е гръцки спортист, треньор и автор.
Роден е в Атина през 1902 г. Израства в Митилини, където завършва средно училище. Мобилизиран е и изпратен на Малоазийския фронт. След войната с Турция следва в Богословския факултет на Атинския университет.
Работи като учител в Митилини (1926 – 1929), треньор по футбол, плуване и лека атлетика в много спортни клубове и национални отбори. В продължение на 15 год. е в администрацията на Гръцката асоциация за аматьорска лека атлетика (ΣΕΓΑΣ).
Член е на Гръцкия олимпийски комитет и вицепрезидент на Асоциацията на треньорите по лека атлетика. Той е съосновател и постоянен говорител на Международната олимпийска академия в Атина, както и неин вицепрезидент в последното десетилетие на членството си.
Генерален секретар е в продължение на 10 год. на Международната федерация на спортните треньори. Умира на 25 август 1990 г.